# Labeo mokotoensis
Labeo mokotoensis är en fiskart som beskrevs av Poll, 1939. Labeo mokotoensis ingår i släktet Labeo och familjen karpfiskar. Inga underarter finns listade i Catalogue of Life. Arten är endast känd från lac Ndalaga i Kongo-Kinshasa.